# Peña de los Enamorados
Pour les articles homonymes, voir Peña (homonymie).
 (février 2021).
La Peña de los Enamorados (en français le « rocher des Amoureux ») est une montagne de 881 m d'altitude qui se trouve sur la commune d'Antequera (province de Malaga, Andalousie), en Espagne.
Le rocher doit son nom à sa forme, qui rappelle celle d'un visage regardant vers le ciel. Il est également connu sous le nom de Montaña del Indio (« montagne de l'Indien »), la tête rappelant celle d'un Indien.

## Légende

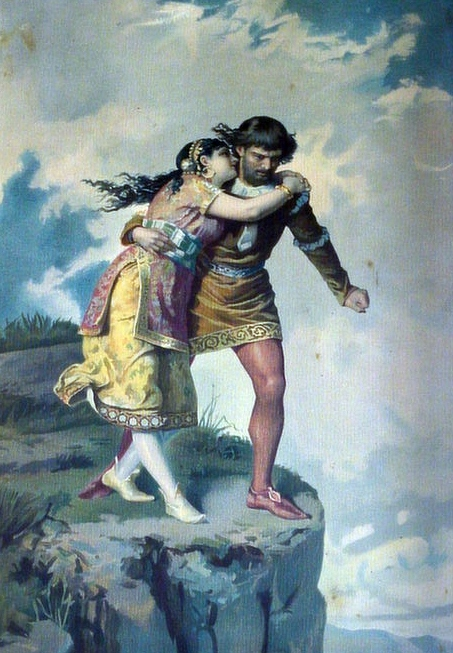
Lithographie de la Peña de los Enamorados (auteur inconnu).

### Version la plus connue
De nombreuses légendes circulent concernant cette montagne. La plus connue est celle de deux jeunes gens qui auraient vécu vers le XIVe siècle, pendant les derniers temps de la domination musulmane.
Tagzona, jeune fille d'origine Maure, fille du responsable du village d'Archidona, était éprise de Tello, jeune Espagnol d'Antequera. Tagzona étant musulmane et Tello chrétien, il s'agissait d'un amour impossible et ils ne pouvaient le vivre au grand jour. Malgré tout, leur relation fut découverte par le père de la jeune fille, qui ordonna l'emprisonnement de Tello avant sa mise à mort. Il fut libéré par Tagzona et ils s'enfuirent. Ils trouvèrent refuge dans une grotte de la montagne, où ils restèrent cachés pendant deux jours avant d'être découverts. Ils décidèrent alors de mourir ensemble en se jetant du haut de la montagne, après avoir invoqué les forces de la terre et du ciel en leur demandant de pouvoir rester ainsi unis. Après leur mort, la nature décida d'écouter leur dernière requête. Tello fut changé en pierre, le visage tourné vers le ciel, et Tagzona en vent qui pouvait ainsi toujours rester en contact avec son amant.

### Version de Juan de Vilches
La version de Juan de Vilches, humaniste d'Antequera du XVIe siècle, moins connue, est quelque peu différente : Tagzona y tombe amoureuse d'Hamet Alhaiar, serviteur du roi arabe de Grenade, qui la kidnappe sous les yeux de ses amies. Le père de Tagzona, prévenu, envoie alors ses soldats les chercher dans la montagne, ou Hamet a emmené Tagzona. Mais comprenant que sa fille a suivi Hamet de son plein gré, il donne sa bénédiction pour leur union. Tagzona et Hamet partent alors pour Grenade où le roi doit les marier. Sur leur chemin, ils rencontrent des bergers qui, cherchant à abuser de la jeune femme, tuent Hamet. Tagzona, dans son chagrin, prend alors l'épée de son fiancé et se suicide.

## Sources
- www.andalucia.com, « Antequera "Crossroads of Andalucia" » (consulté le 16 mars 2008)
- http://elumbralinexplorado.iespana.es, « La Peña de los Enamorados » (consulté le 16 mars 2008)
- www.dolmendemenga.org, « Peña de los Enamorados » (consulté le 16 mars 2008)